# The Business (film)
Pour les articles homonymes, voir The Business.
The Business est un  film britannique réalisé par Nick Love,  sorti en 2005. 
Le film dépeint l’ascension puis la chute de Frankie, un voyou participant à un trafic de drogue durant les années 1980 sur la Costa del Sol. 

## Fiche technique
- Réalisation :  Nick Love
- Scénario : Nick Love
- Durée : 97 minutes
- Date de sortie : 2 septembre 2005

## Distribution
- Danny Dyer : Frankie
- Tamer Hassan : Charlie
- Geoff Bell : Sammy
- Georgina Chapman : Carly
- Paul Burns : The Chef
- Camille Coduri : Nora
- James Hagger : Van Security Guard
- Linda Henry : Shirley
- Steven Lawson : Charlies Bar Clubber
- Roland Manookian : Sonny
- Martin Marquez : Pepe
- Michael Maxwell : Jimmy
- Dan Mead : Danny
- Andy Parfitt : Andy
- Arturo Venegas : Mayor
- Eddie Webber : Ronnie

## Bande Originale
À noter, la bande originale du film contenant des classiques des années 1980.
1. Duran Duran – Planet Earth
2. Frankie Goes to Hollywood – Welcome to the Pleasuredome
3. Mary Jane Girls – All Night Long
4. The Cult – Wild Flower
5. Loose Ends – Hangin’ On A String
6. Rick James – Ghetto Life
7. Simple Minds – Don't You (Forget About Me)
8. Martha and the Muffins – Echo Beach
9. The Buggles – Video Killed the Radio Star
10. A Flock Of Seagulls – I Ran
11. Belouis Some – Imagination
12. Shannon – Let the Music Play
13. David Bowie – Modern Love
14. Talk Talk – It's My Life
15. The Knack – My Sharona
16. Roxy Music – Avalon
17. Orchestral Manoeuvres in the Dark – Maid Of Orleans
18. Adam and the Ants – Kings Of The Wild Frontier
19. Blondie – Call Me